# Ван Акер, Чарльз
Чарльз ван А́кер (англ. Charles Van Acker, 14 марта 1912 года, Брюссель, Бельгия — 31 мая 1998 года, Саут-Бенд, Индиана, США) — американский автогонщик бельгийского происхождения. Пять раз в 1946—1950 участвовал в «500 милях Индианаполиса», участник чемпионата мира Формулы-1 1950 года. В единственной попытке, входившей в зачёт чемпионата мира, не прошёл квалификацию.

## Биография
Ван Акер родился в Бельгии, позднее перебрался в США, в город Саут-Бенд в Индиане. В 1944 году в компании с тринадцатью другими энтузиастами гонок организовал строительство автодрома в своём городе. Первая гонка состоялась вскоре после завершения проекта в 1946. В том же году Чарльз попытался пройти квалификацию к «Инди-500», но не преуспел. На следующий год попытка оказалась успешнее — 24-е место на старте — но в гонке продолжить успех не удалось из-за аварии всего на 25-м круге. Участие в других гонках чемпионата AAA 1947 года принесло ему единственную победу в 100-мильной гонке на мильном грунтовом овале в Висконсине.
«Инди-500» 1948 года стала для ван Акера самой успешной в карьере — он стартовал из четвёртого ряда (12-е место) и финишировал 11-м, правда с отставанием в 8 кругов от победителя. После этого в 1949 году он квалифицировался всего лишь на предпоследнем ряду, а в гонке сошёл ещё раньше чем в 1947 — на 10-м круге. В 1950 ему и вовсе не удалось пройти квалификацию. Тем не менее, гонка этого года была включена в новообразованный чемпионат мира Формулы-1, так что ван Акер оказался гонщиком Формулы-1 с одним Гран-при и нулём стартов.
В дальнейшем ван Акер занимался управлением собственным автодромом, а также участвовал в различных гоночных соревнованиях в США, в основном на грунтовых овалах. В некоторых источниках сообщается о его гибели в аварии на одной из гонок в Дейтоне, однако сам ван Акер заявлял, что в тот раз даже не получил особых травм.

## Результаты выступлений

### Инди 500
| Год   | №                      | Старт                  | Время                  | Ранг                   | Финиш                  | Круги                  | Лидер                  | Причина схода               |
| ----- | ---------------------- | ---------------------- | ---------------------- | ---------------------- | ---------------------- | ---------------------- | ---------------------- | --------------------------- |
| 1946  | Не прошел квалификацию | Не прошел квалификацию | Не прошел квалификацию | Не прошел квалификацию | Не прошел квалификацию | Не прошел квалификацию | Не прошел квалификацию | Не прошел квалификацию      |
| 1947  | 44                     | 24                     | 121,049                | 16                     | 29                     | 24                     | 0                      | Авария на стартовой прямой  |
| 1948  | 4                      | 12                     | 125,440                | 13                     | 11                     | 192                    | 0                      | Классифицирован             |
| 1949  | 10                     | 27                     | 126,524                | 28                     | 31                     | 10                     | 0                      | Авария в четвертом повороте |
| 1950  | Не прошел квалификацию | Не прошел квалификацию | Не прошел квалификацию | Не прошел квалификацию | Не прошел квалификацию | Не прошел квалификацию | Не прошел квалификацию | Не прошел квалификацию      |
| Всего | Всего                  | Всего                  | Всего                  | Всего                  | Всего                  | 226                    | 0                      |                             |

| Старты      | 3 |
| Поулы       | 0 |
| Первые ряды | 0 |
| Победы      | 0 |
| Топ-5       | 0 |
| Топ-10      | 0 |
| Сход        | 2 |

### Формула-1
| Легенда к таблице |                                                                    |
| --- | ------------------------------------------------------------------ |
| В таблице перечислены результаты всех Гран-при Формулы-1, в которых принимал участие гонщик. Строками таблицы являются сезоны, столбцами — этапы чемпионата мира. В каждой клетке указаны сокращённое название этапа и результат, дополнительно обозначенный цветом. Расшифровка обозначений и цветов представлена в нижеследующей таблице. |                                                                    |
| \| Пример \| Описание \| \| ------------ \| ------------------------------------------------------------------ \| \| 1 \| Победитель \| \| 2 \| Второе место \| \| 3 \| Третье место \| \| 5 \| Финишировал, заработав очки \| \| Сход \| Не финишировал, но при этом заработал очки \| \| 12 \| Финишировал, не получив очков \| \| НКЛ \| Финишировал, но не попал в финальную классификацию \| \| 15 \| Участвовал вне зачёта, либо по отдельной классификации \| \| 18 \| Не финишировал, но попал в финальную классификацию \| \| Сход \| Не финишировал \| \| НКВ \| Не прошёл квалификацию \| \| НПКВ \| Не прошёл предквалификацию \| \| ДСК \| Дисквалифицирован \| \| ИСК \| Исключён из протокола соревнований \| \| ТТ \| Заявлен для участия только в тренировках \| \| НС \| Участвовал в квалификации, но не стартовал в гонке \| \| Т \| Травмирован или болен \| \| ОТК \| Отказ от участия \| \| НТР \| Прибыл на соревнования, но на трассу не выезжал \| \| НПР \| Был заявлен в числе участников, но не прибыл к началу соревнований \| \| О \| Соревнования отменены \| \| \| Не участвовал \| \| Поул-позиция \| \| \| Быстрый круг \| \| |                                                                    |
| Пример | Описание                                                           |
| 1 | Победитель                                                         |
| 2 | Второе место                                                       |
| 3 | Третье место                                                       |
| 5 | Финишировал, заработав очки                                        |
| Сход | Не финишировал, но при этом заработал очки                         |
| 12 | Финишировал, не получив очков                                      |
| НКЛ | Финишировал, но не попал в финальную классификацию                 |
| 15 | Участвовал вне зачёта, либо по отдельной классификации             |
| 18 | Не финишировал, но попал в финальную классификацию                 |
| Сход | Не финишировал                                                     |
| НКВ | Не прошёл квалификацию                                             |
| НПКВ | Не прошёл предквалификацию                                         |
| ДСК | Дисквалифицирован                                                  |
| ИСК | Исключён из протокола соревнований                                 |
| ТТ | Заявлен для участия только в тренировках                           |
| НС | Участвовал в квалификации, но не стартовал в гонке                 |
| Т | Травмирован или болен                                              |
| ОТК | Отказ от участия                                                   |
| НТР | Прибыл на соревнования, но на трассу не выезжал                    |
| НПР | Был заявлен в числе участников, но не прибыл к началу соревнований |
| О | Соревнования отменены                                              |
| | Не участвовал                                                      |
| Поул-позиция |                                                                    |
| Быстрый круг |                                                                    |

| Сезон | Команда | Шасси   | Двигатель          | Ш | 1   | 2   | 3       | 4   | 5   | 6   | 7   | Место | Очки |
| ----- | ------- | ------- | ------------------ | - | --- | --- | ------- | --- | --- | --- | --- | ----- | ---- |
| 1950  | Redmer  | Stevens | Offenhauser 4,5 L4 | F | ВЕЛ | МОН | 500 НКВ | ШВА | БЕЛ | ФРА | ИТА | —     | 0    |